# Risiocnemis tendipes
Risiocnemis tendipes är en trollsländeart som först beskrevs av James George Needham och Gyger 1941.  Risiocnemis tendipes ingår i släktet Risiocnemis och familjen flodflicksländor. Inga underarter finns listade i Catalogue of Life.